# Cantone di Heiltz-le-Maurupt
Il Cantone di Heiltz-le-Maurupt era una divisione amministrativa dell'arrondissement di Vitry-le-François.
È stato soppresso a seguito della riforma complessiva dei cantoni del 2014, che è entrata in vigore con le elezioni dipartimentali del 2015.
Comprendeva i comuni di:
- Alliancelles
- Bassu
- Bassuet
- Bettancourt-la-Longue
- Bussy-le-Repos
- Changy
- Charmont
- Heiltz-le-Maurupt
- Heiltz-l'Évêque
- Jussecourt-Minecourt
- Outrepont
- Possesse
- Saint-Jean-devant-Possesse
- Sogny-en-l'Angle
- Val-de-Vière
- Vanault-le-Châtel
- Vanault-les-Dames
- Vavray-le-Grand
- Vavray-le-Petit
- Vernancourt
- Villers-le-Sec
- Vroil